# Kerken in Moldavië
Kerken in Moldavië is een werelderfgoedinschrijving in Roemenië. Het omvat acht aan de buitenzijde beschilderde Roemeens-orthodoxe kerken in Noord-Moldavië (Boekovina). De kerken stammen uit het einde van de 15e of uit de 16e eeuw. De fresco's werden gemaakt door lokale kunstenaars die beïnvloed werden door de Byzantijnse schilderkunst.
| Foto | Naam                                          | Locatie              | Bouwjaar | Stichter         |
| ---- | --------------------------------------------- | -------------------- | -------- | ---------------- |
|      | Kerk van de Onthoofding van Sint-Jan de Doper | Arbore               | 1502     | Luca Arbore      |
|      | Kerk van de Moeder Gods en Sint-Joris         | Mănăstirea Humorului | 1530     | Toader Bubuiog   |
|      | Kerk van de Annunciatie                       | Vatra Moldoviței     | 1532     | Peter IV Rareș   |
|      | Kerk van de Kruisverheffing                   | Pătrăuți             | 1487     | Stefaan de Grote |
|      | Sint-Nicolaaskerk                             | Probota              | 1530     | Peter IV Rareș   |
|      | Sint-Joriskerk                                | Suceava              | 1522     | Bogdan III       |
|      | Sint-Joriskerk                                | Voroneț              | 1488     | Stefaan de Grote |
|      | Verrijzeniskerk                               | Sucevița             | 1581     | Gheorghe Movilă  |

Naast deze acht kerken telt de regio nog andere opmerkelijke religieuze bouwwerken in dezelfde traditie, zoals het Bogdanaklooster, de kloosters van Putna en van Popăuţi (Botoșani) en de Sint-Nicolaaskerk van Dorohoi.

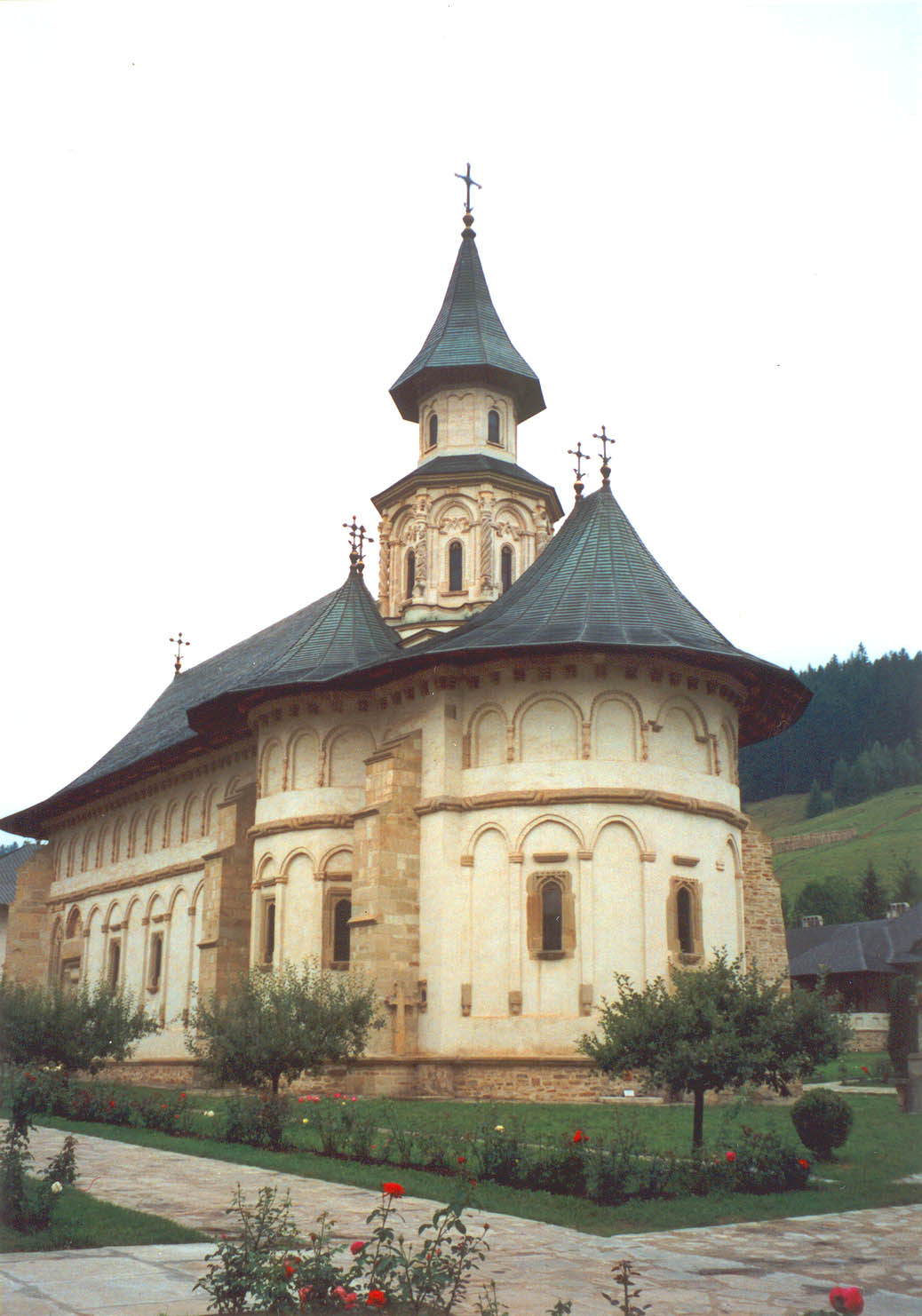
Klooster Putna
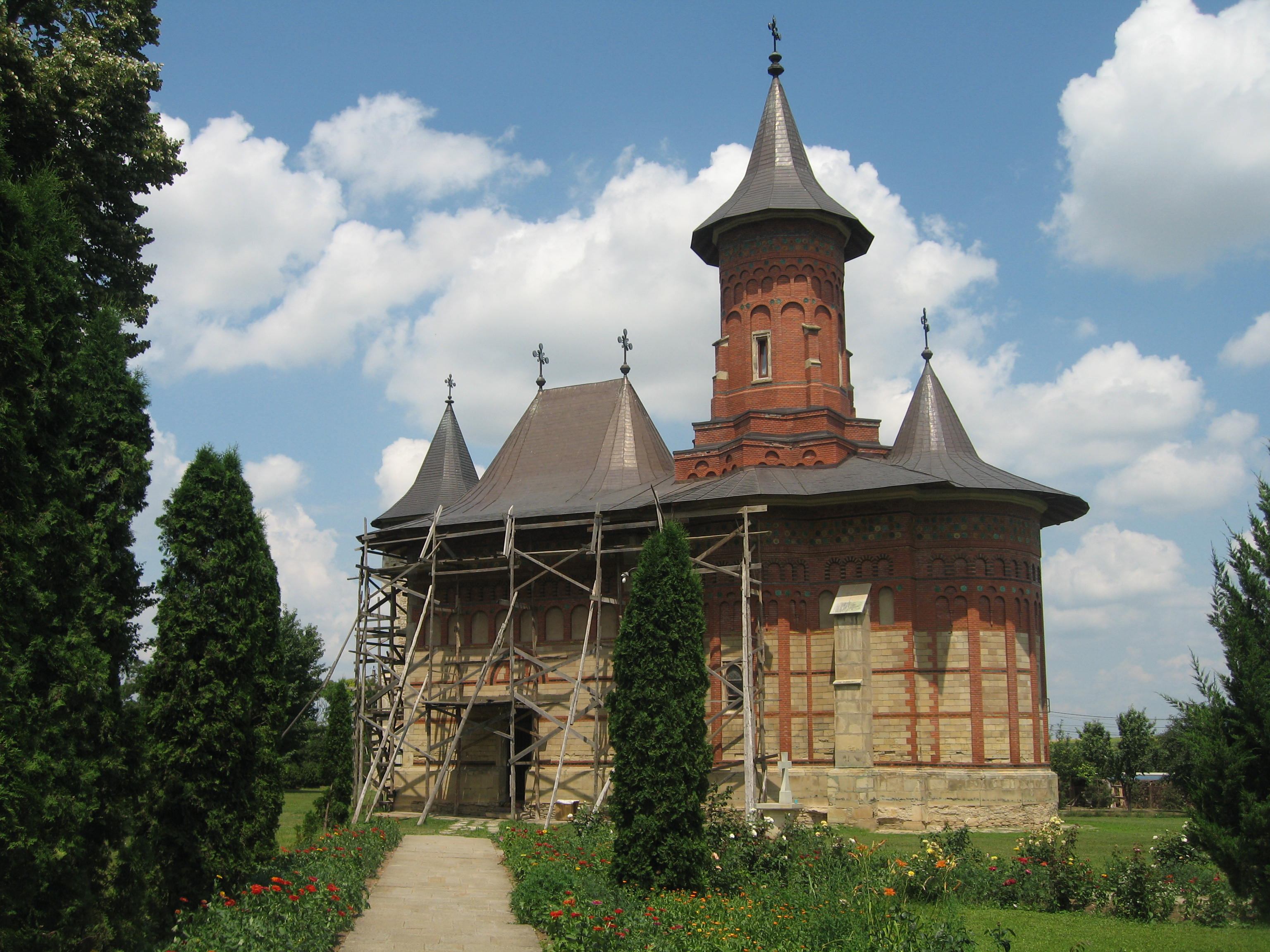
Sint-Nicolaaskerk in het klooster van Popăuţi

Donaudelta · 
Kerken in Moldavië · 
Klooster van Horezu · 
Dorpen met weerkerken in Transsylvanië · 
Dacische forten van het Orăştiegebergte · 
Historisch centrum van Sighișoara · 
Houten kerken in Maramureș · 
Oude en voorhistorische beukenbossen van de Karpaten en andere regio's van Europa  · 
Mijnlandschap van Roșia Montană · 
Grenzen van het Romeinse Rijk: Dacië · 
Monumentaal ensemble van Brâncuși in Târgu Jiu